# 圣尼各老堂 (布卢瓦)
圣尼各老堂（église Saint-Nicolas-Saint-Laumer）是法国布卢瓦的一个天主教教堂，罗马式风格。建于12世纪，原为圣劳莫修道院的教堂。
1840年，该建筑列为法国历史古迹。
该堂是中世纪朝圣的重要场所。拥有几位圣人的圣髑和一块的真十字架的片段。

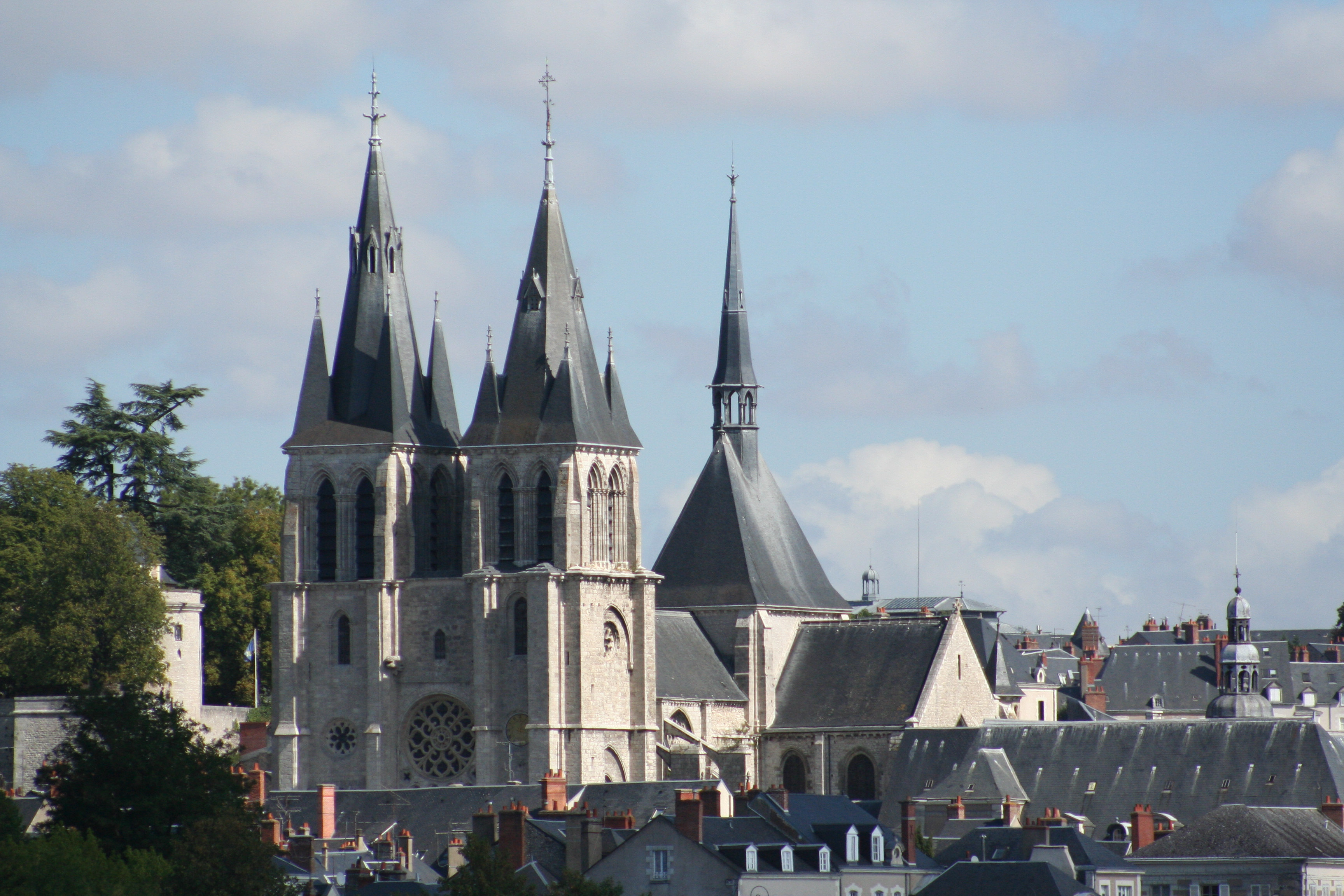
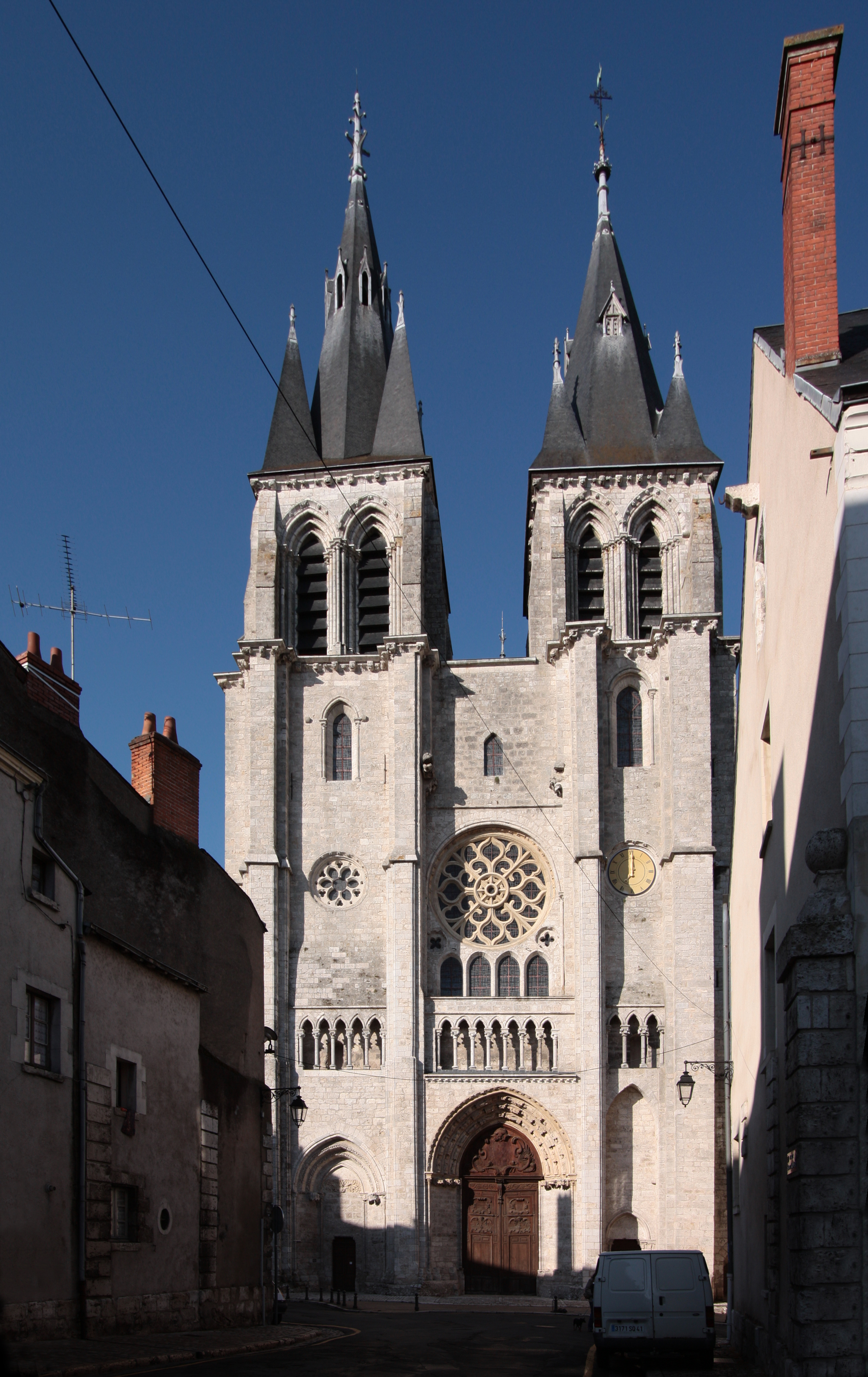
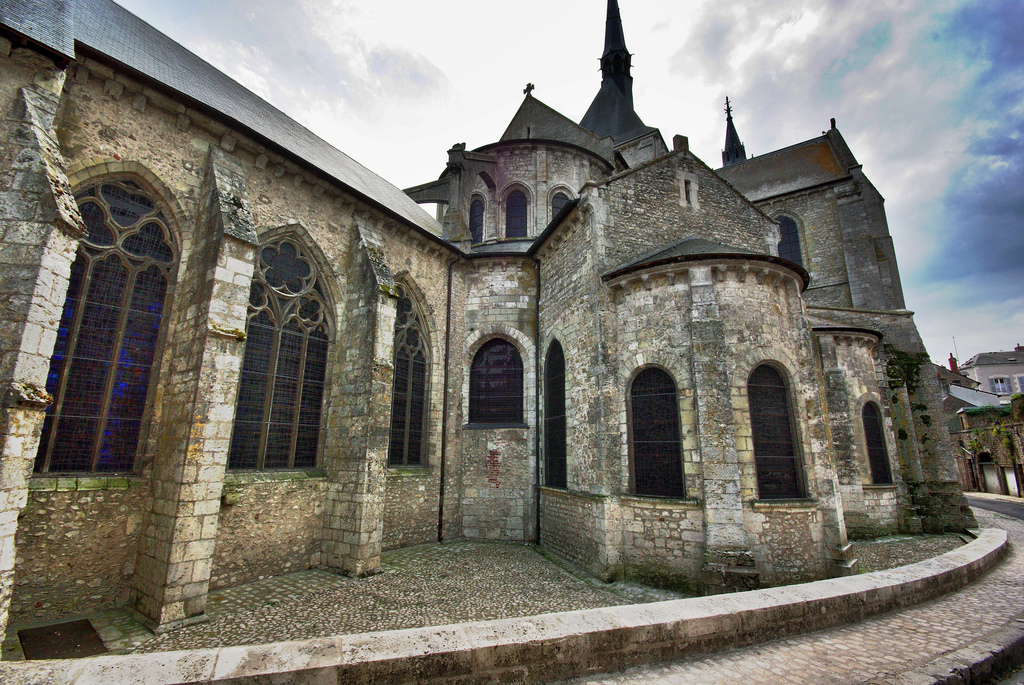
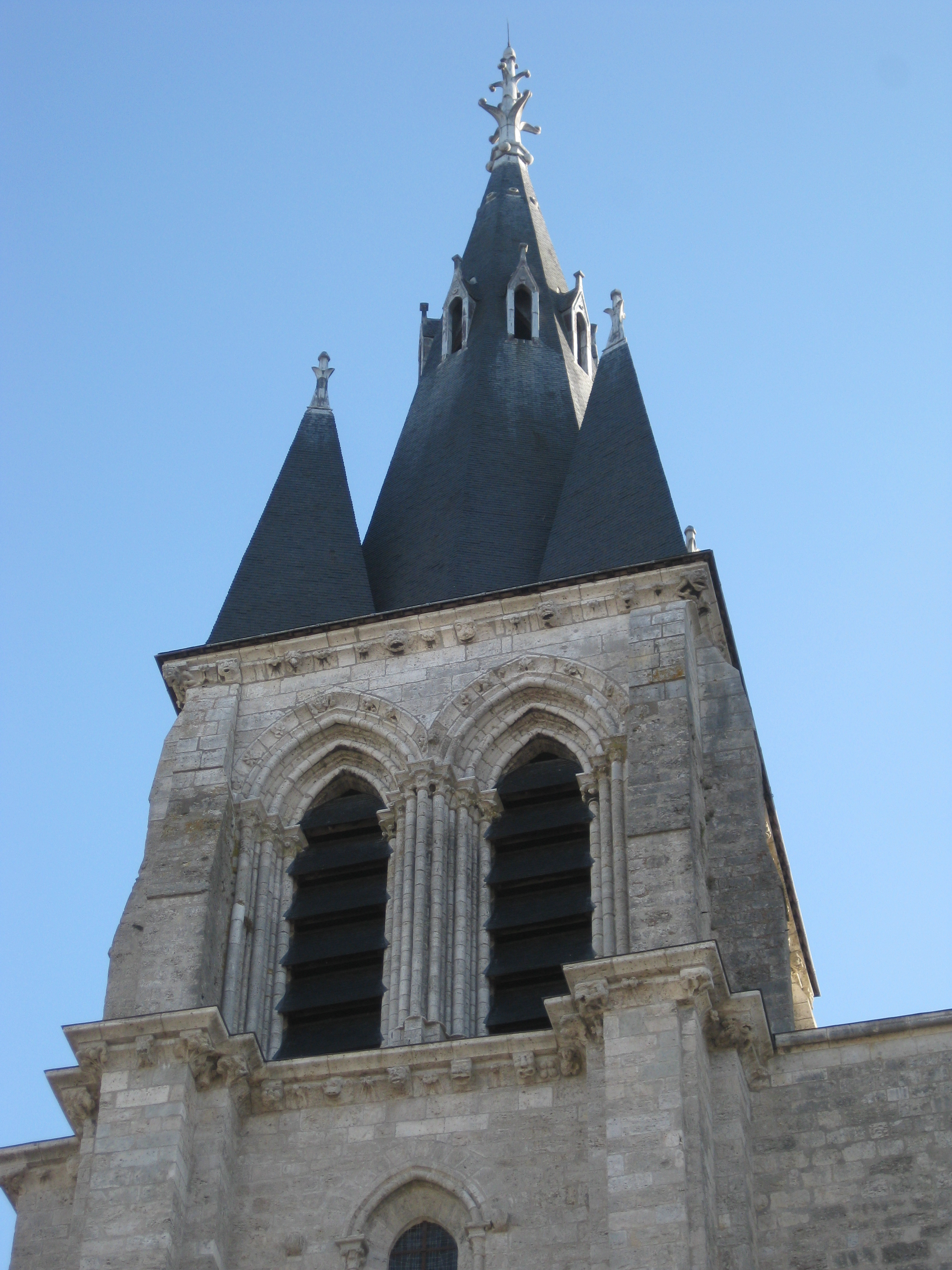
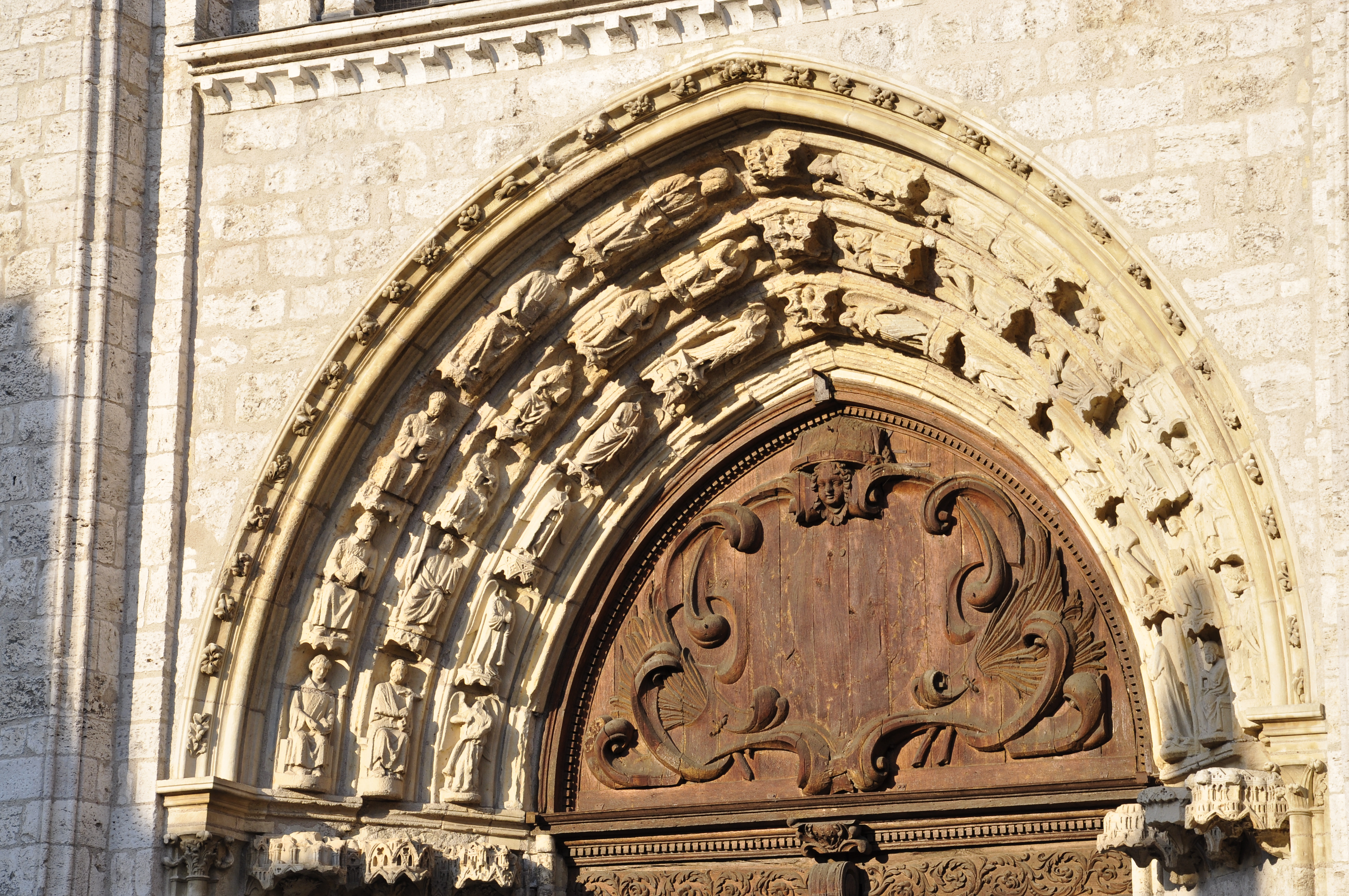
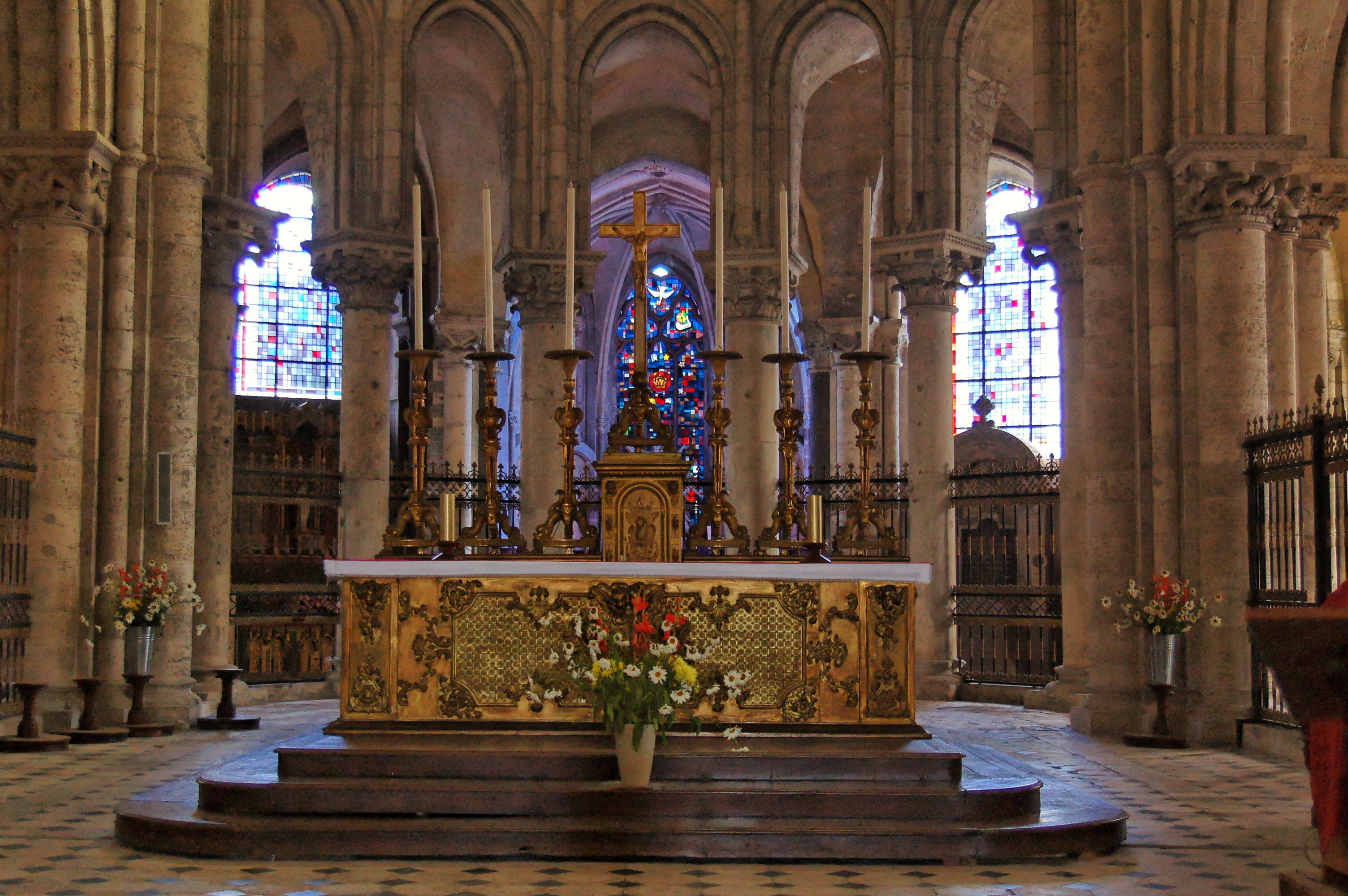
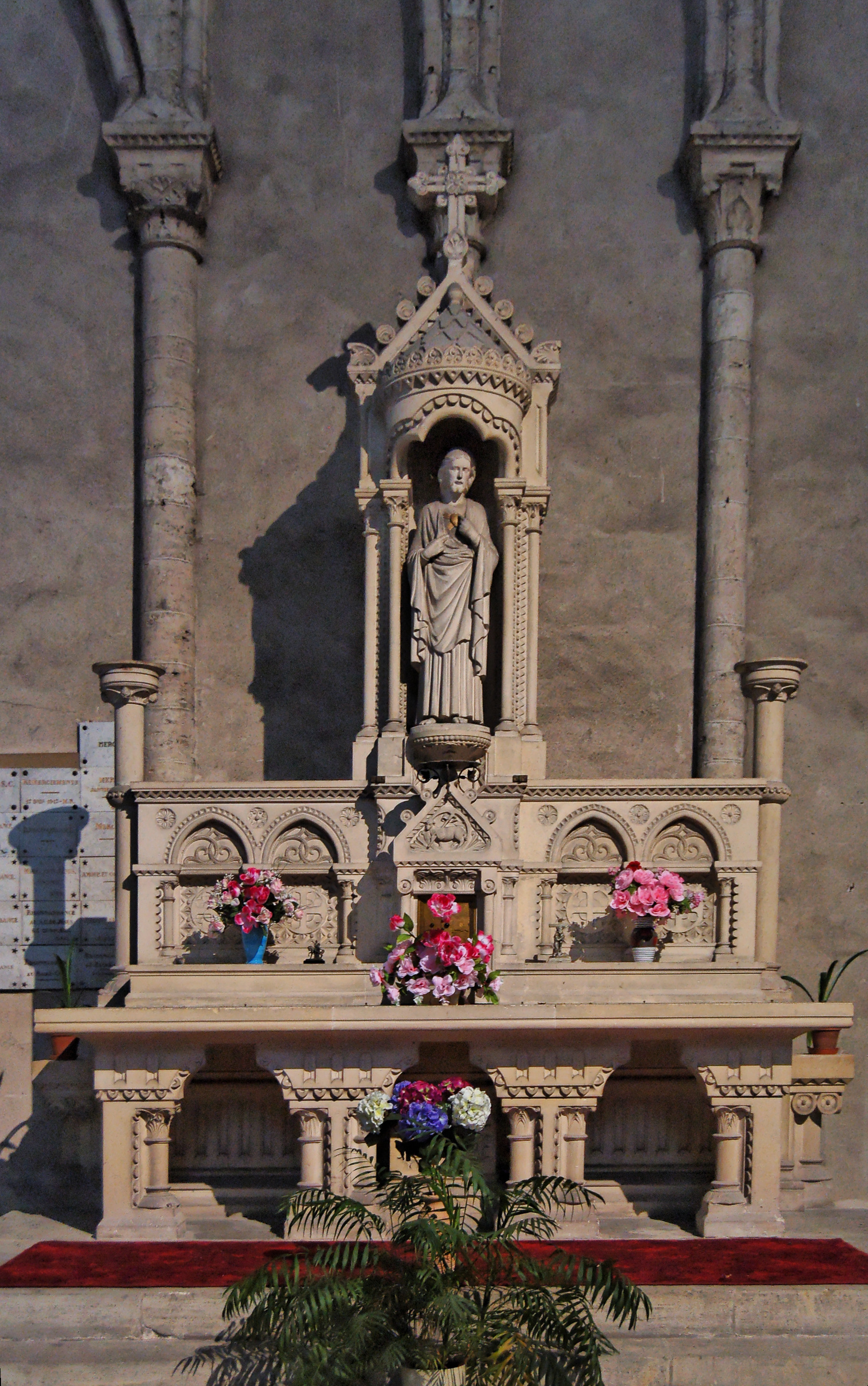
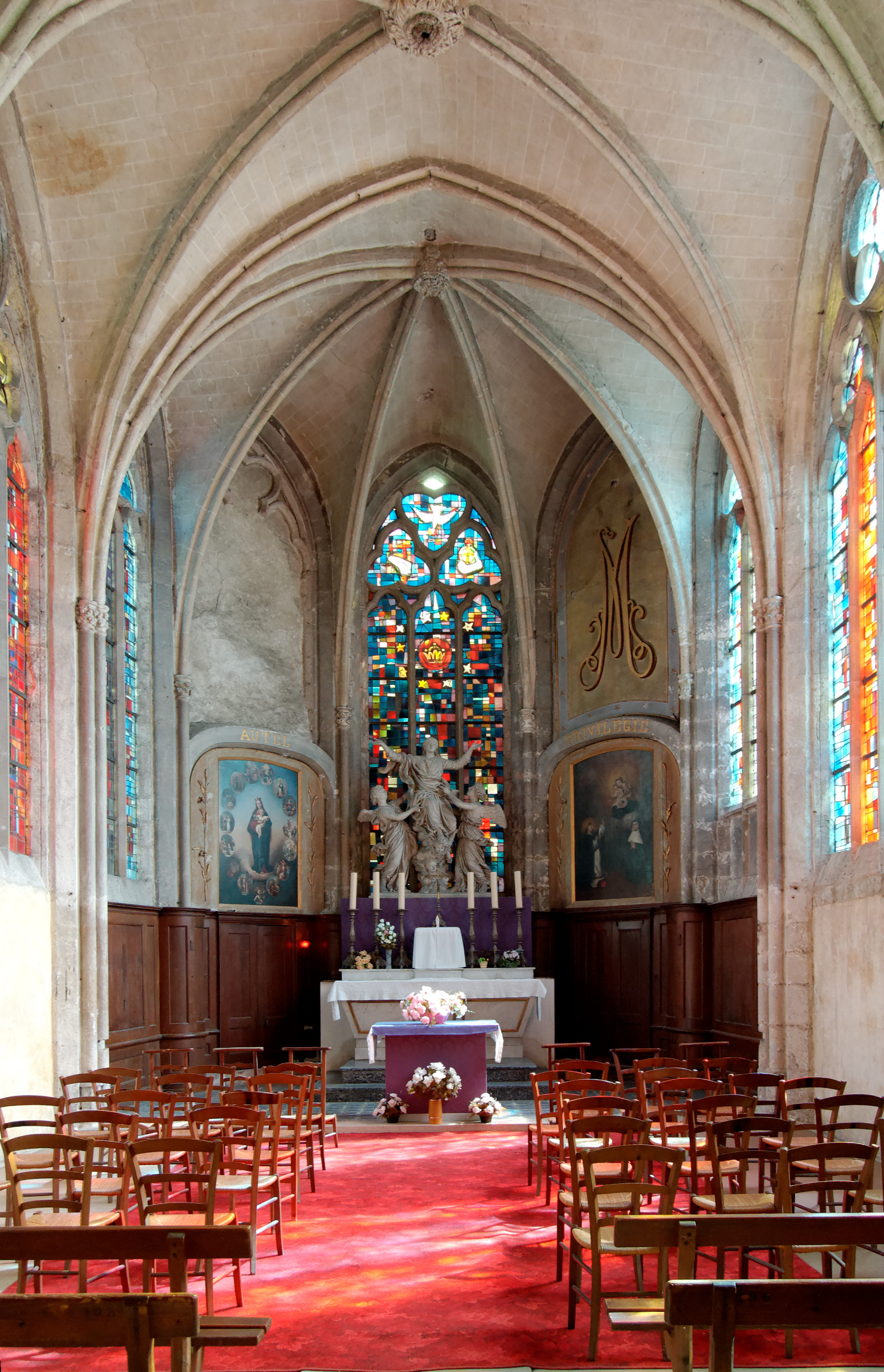
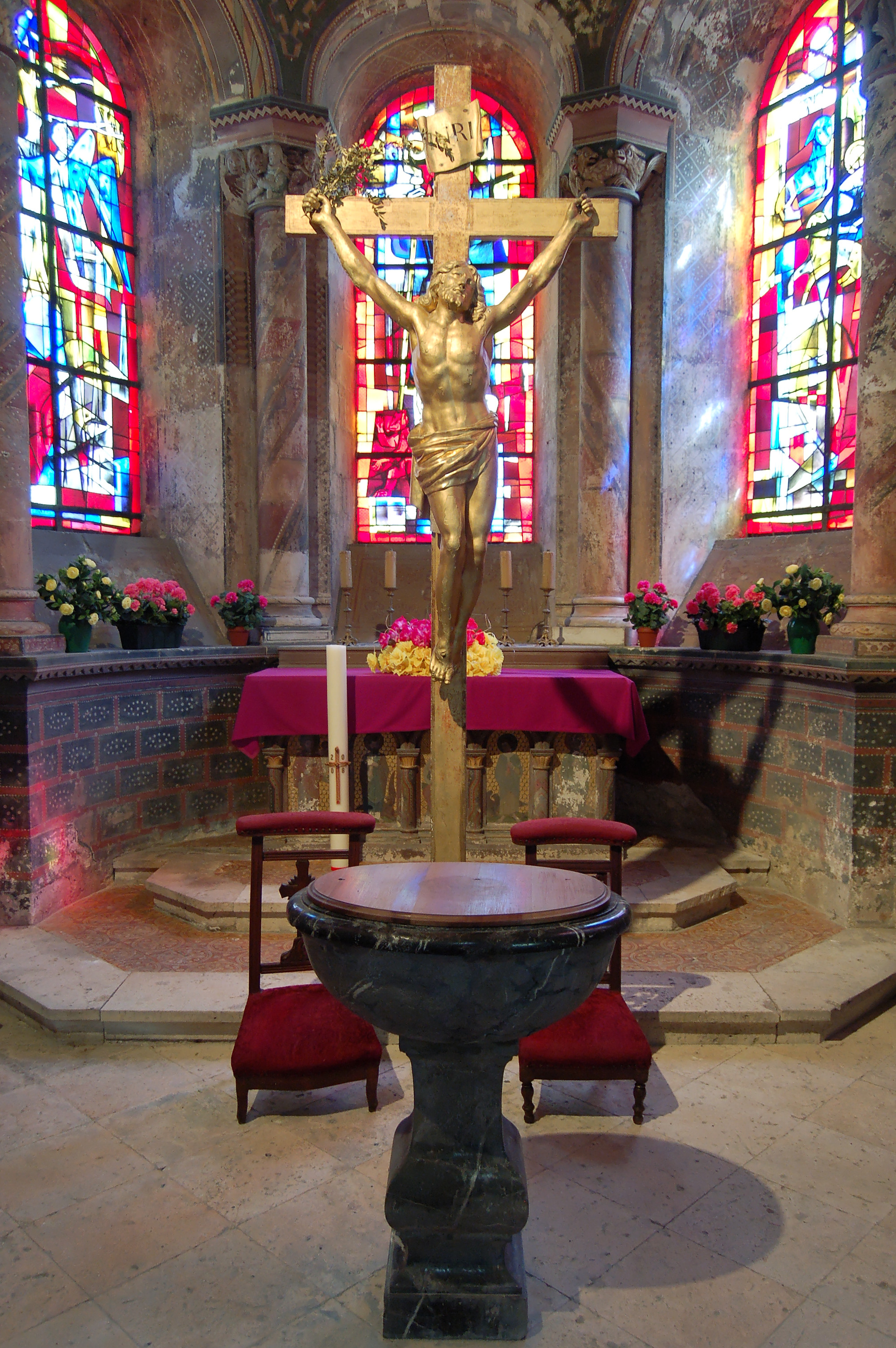
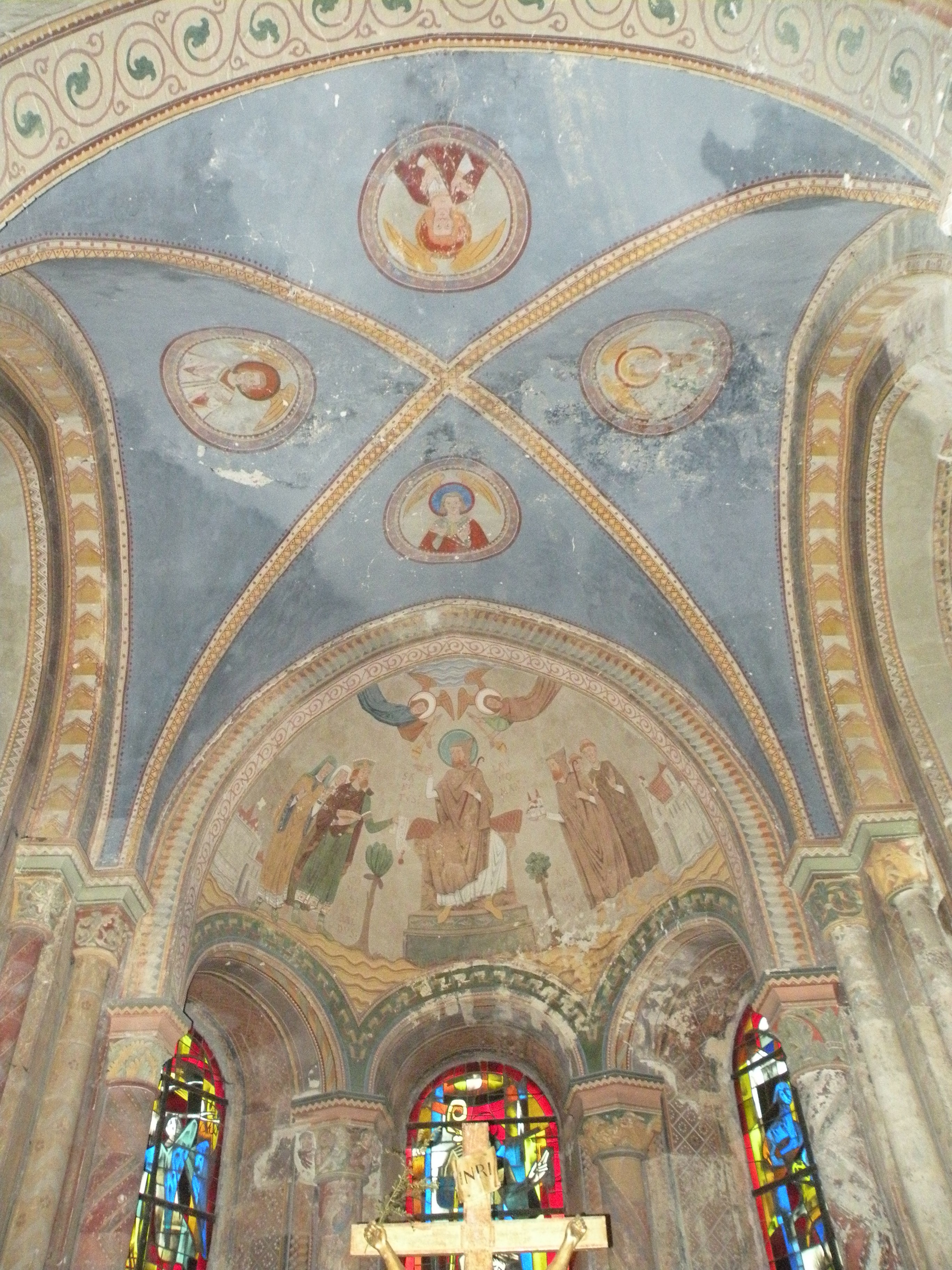
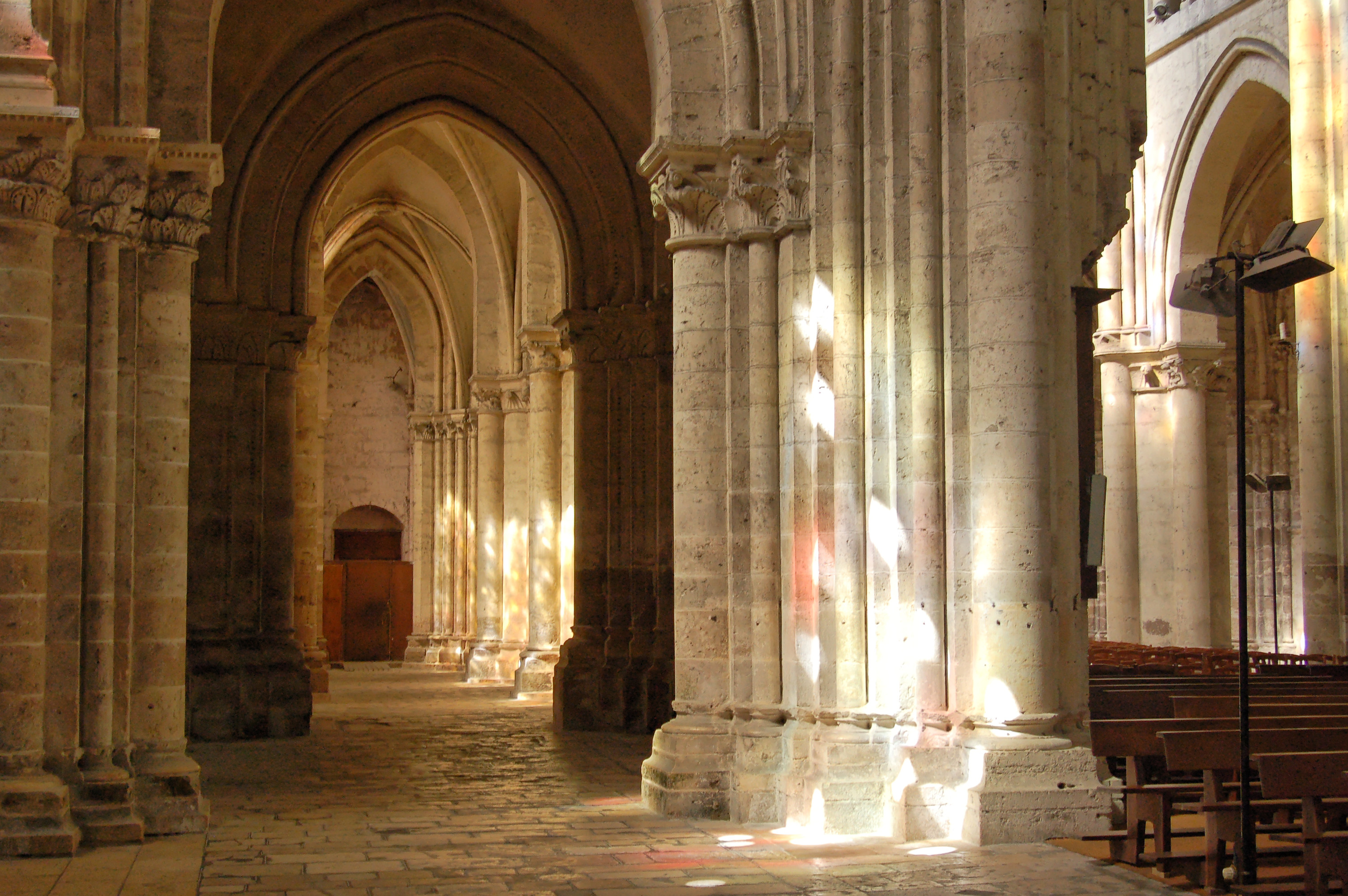